# Ramsés I
Men-pehty-Ra Ra-mesesu, o Ramsés I, fue el fundador de la XIX dinastía, perteneciente al Imperio Nuevo de Egipto. Las fechas de su corto reinado se estiman de c. 1295 a 1294 a. C, o desde 1320 a. C.-1318 a. C.

## Biografía
Originalmente llamado Paramesu, procedía de una prestigiosa familia militar del entorno de la ciudad de Avaris, en la región del delta del Nilo. Fue un militar de carrera, inicialmente el jefe de los arqueros, empleo que heredó de su padre, de nombre Seti, y llegó a general del ejército real. Ramsés encontró el favor de Horemheb, faraón de la, por entonces,  desacreditada XVIII dinastía quien designó a Ramsés como chaty (una especie de visir) y, en consecuencia, el segundo hombre más poderoso del reino.
Antes de morir, Horemheb vinculó a su chaty al trono, quien si bien era ya un hombre de edad, contaba con la ventaja de poseer descendencia masculina —lo que seguramente debió de privilegiar su elección, puesto que Horemheb mismo carecía de un heredero—. Por lo tanto, Ramsés asoció inmediatamente a su hijo, Seti I, al trono en carácter de corregente y, a su muerte, heredero. En carácter de tal, este emprendió varias operaciones militares y, en particular, la tentativa de recuperar las posesiones perdidas de Egipto en Siria. El hijo de Seti, el futuro Ramsés II, contaba entonces con unos 10 años de edad. 
Por su parte, el faraón se ocupó de proyectos de construcción en Egipto, el más importante la finalización del segundo templo en Karnak, iniciado por su precursor. De todos modos el reinado de Ramsés I fue una época de transición entre la dinastía XVIII (Horemheb) y la XIX, iniciada por él.
Su Gran Esposa Real fue Sitra, también de avanzada edad, quien fue la primera soberana en ser inhumada en el Valle de las Reinas. Es improbable que Ramsés I fuese el marido de la oscura Tanedyemy, presunta única hija de Horemheb, quien quizás fuera esposa de Seti I.
Ramsés murió después de gobernar por un breve período de 16 meses y fue enterrado en el Valle de los Reyes; su tumba fue descubierta por Giovanni Belzoni en 1817 y se designó como KV16. Es pequeña y da la impresión de haber sido terminada precipitadamente. La momia atribuida a Ramsés I ha sufrido grandes vicisitudes a lo largo de la historia, por lo cual no se sabe con certeza si es en realidad la que se le ha atribuido habitualmente, originaria del escondrijo de Deir el-Bahari.

## Testimonios de su época
Su nombre figura en varias inscripciones y estelas:
- Inscripción en una roca de Elefantina (Petrie 1888: pl. XI n.º.302)
- Estela en Sinaí (Kitchen 1975:1)
- Estela encontrada en Buhen (Kitchen 1975:2)
- Estela de donación encontrada en Karnak norte (Kitchen 1975:4)

## Titulatura
| Titulatura | Jeroglífico | Transliteración (transcripción) - traducción - (referencias) |

| G5 |

| G5 |

| E2 · D40 | M13 | M23 | t | i | i | Y1 · Z2 |

| E2 · D40 | M13 | M23 | t | i | i | Y1 · Z2 |

| E2 · D40 | M13 | M23 | t | i | i | Y1 · Z2 |

| E2 · D40 | M13 | M23 | t | i | i | Y1 · Z2 |

| G5 |

| G5 |

| E2 · D40 | M13 | M23 | t | i | i | Y1 · Z2 |

| E2 · D40 | M13 | M23 | t | i | i | Y1 · Z2 |

| E2 · D40 | M13 | M23 | t | i | i | Y1 · Z2 |

| E2 · D40 | M13 | M23 | t | i | i | Y1 · Z2 |

| G16 |

| G16 |

| N28 · D36 | Y1V | m&t | M23 | A44 | W19 | i | t · Aa15 · U15 |

| N28 · D36 | Y1V | m&t | M23 | A44 | W19 | i | t · Aa15 · U15 |

| G16 |

| G16 |

| N28 · D36 | Y1V | m&t | M23 | A44 | W19 | i | t · Aa15 · U15 |

| N28 · D36 | Y1V | m&t | M23 | A44 | W19 | i | t · Aa15 · U15 |

| G8 |

| G8 |

| s | mn · n | U32 | Aa11 · M3 | Aa1 |

| s | mn · n | U32 | Aa11 · M3 | Aa1 |

| G8 |

| G8 |

| s | mn · n | U32 | Aa11 · M3 | Aa1 |

| s | mn · n | U32 | Aa11 · M3 | Aa1 |

| N5 | mn | F9 | t · t |

| N5 | mn | F9 | t · t |

| N5 | mn | F9 | t · t |

| N5 | mn | F9 | t · t |

| N5 | mn | F9 | t · t |

| N5 | mn | F9 | t · t |

| N5 | mn | F9 | t · t |

| N5 | mn | F9 | t · t |

| N5 | mn | F9 | t · t |

| N5 | mn | F9 | t · t |

| N5 | mn | F9 | t · t |

| N5 | mn | F9 | t · t |

| N5 | mn | F9 | t · t |

| N5 | mn | F9 | t · t |

| N5 | mn | F9 | t · t |

| N5 | mn | F9 | t · t |

| N5 | F31 | s | M23 | G43 |

| N5 | F31 | s | M23 | G43 |

| N5 | F31 | s | M23 | G43 |

| N5 | F31 | s | M23 | G43 |

| N5 | F31 | s | M23 | G43 |

| N5 | F31 | s | M23 | G43 |

| N5 | F31 | s | M23 | G43 |

| N5 | F31 | s | M23 | G43 |

| N5 | F31 | s | M23 | G43 |

| N5 | F31 | s | M23 | G43 |

| N5 | F31 | s | M23 | G43 |

| N5 | F31 | s | M23 | G43 |

| N5 | F31 | s | M23 | G43 |

| N5 | F31 | s | M23 | G43 |

| N5 | F31 | s | M23 | G43 |

| N5 | F31 | s | M23 | G43 |

Todas las variantes de nombres de Ramsés I